# Grammatik-Übersetzungsmethode
Die Grammatik-Übersetzungsmethode ist eine Sprachlernmethode (siehe auch Fremdsprachendidaktik), bei der fremdsprachliche Texte entweder grammatikalisch analysiert und übersetzt werden (analytisch-induktive Methode) oder nach Einüben der Regeln Sätze aus oder in die Zielsprache übersetzt werden (synthetisch-deduktive Methode). Ihr Ziel ist, eine umfassende Kenntnis der Vokabeln und das System der grammatischen Regeln zu erlangen. Einige Varianten der Grammatik-Übersetzungsmethode sind ausschließlich auf den schriftlichen Umgang mit der Fremdsprache ausgerichtet, andere – wie die Methode Gaspey-Otto-Sauer – auch auf den mündlichen.

## Geschichte
Bis in die Neuzeit konzentrierte sich der Fremdsprachenunterricht im Allgemeinen auf die schriftliche Verwendung der Zielsprache. So beschränkte sich der mittelalterliche Unterricht in den fremden Sprachen, der vorwiegend in den Klöstern stattfand, oftmals auf Übersetzen von Bibeltexten und auf das Benennen der grammatischen Regeln. Ein berühmtes Lehrbuch zur lateinischen Grammatik, welches noch bis in das 19. Jahrhundert in Gebrauch war, ist die bereits im vierten Jahrhundert n. Chr. entstandene Ars Grammatica, insbesondere der Teil de partibus orationis ars minor von Aelius Donatus, welches die grammatischen Hauptphänomene – nicht unähnlich vielen späteren Repetitoriumswerken – zusammenstellt.
Die daraus entstandene, im 19. Jahrhundert erstmals so bezeichnete Grammatik-Übersetzungsmethode ist die bis in das 20. Jahrhundert vorherrschende fremdsprachendidaktische Methode, sowohl in den alten als auch in den erst im frühen 19. Jahrhundert zum allgemeinen Fächerkanon der höheren Schulen hinzugefügten neuen Sprachen.
Zu der Zeit stand der Fremdsprachenunterricht vor dem Hintergrund eines klassischen Bildungsideals und des Neuhumanismus, doch es kam durch die neusprachliche Reformbewegung unter anderem durch Wilhelm Viëtor zu einem Paradigmenwechsel. Hatte man zuvor Kenntnisse und Wissen über Sprachen und die kontrastive Betrachtung noch deren praktischer Anwendung vorgezogen, so spalteten sich die neueren Sprachen ab und es rückte der Spracherwerb zum Zwecke der Kommunikation in den Mittelpunkt. Dadurch, dass der altsprachliche Unterricht nicht auf die Sprechfähigkeit abzielt, dominiert im Latein-, Griechisch- und Hebräischunterricht heute noch die ausschließlich kognitiv orientierte Grammatik-Übersetzungsmethode.

## Merkmale der GÜM für den Englischunterricht
Wortschatz:
- zweisprachige Vokabelgleichungen (boy – Junge)
- Wortschatz wird auf Lektüre abgestimmt, d. h. alle Vokabeln in dem zu behandelnden Text werden gegeben
- Übung durch Übersetzen isolierter Sätze (Der Junge ist nett.; Der Klassenraum sieht schön aus. etc.)

Grammatik:
- deduktive Grammatikvermittlung
- leitend waren die nach lateinischer Tradition beschriebenen grammatischen Strukturen
- Jede Wortklasse wurde mit der Flexion nach Person, Genus, Numerus, Kasus, Tempus und Modus in der Fremdsprache und im Deutschen gegeben

Textarbeit:
- kulturkundliche, historische Texte
- Briefe und Gedichte des 18. Jahrhunderts
- Sonette Shakespeares, Milton: Paradise Lost
- keine Dosierung der sprachlichen Schwierigkeiten
- keine Bezugnahme auf Grammatikabschnitte
- keine Aufgaben zum Text
- Texte bilden Vorlagen für Unterrichtsgespräch, d. h., dass freies Sprechen immer nur in einem semantisch vorgegebenen Rahmen erfolgen soll

Unterrichtssprache:
- Deutsch (Lehrer stellt sogar Fragen auf Deutsch, Schüler antworten in Fremdsprache)

Sozialform:
- Frontalunterricht

Prioritäten der angestrebten Fertigkeiten:
- Leseverstehen, Fähigkeit zum Übersetzen, erst danach Sprech- und Schreibkompetenz

Medien:
- Lehrer sind nicht in der Lage, längere englische Texte vorbildhaft vorzutragen, da sie nur eine Ausbildung als klassische Philologen genossen haben und Englisch weder auf dem Gymnasium noch an der Universität gelernt hatten.

## Verfahren und Inhalte
Zur Verwendung im Unterricht kommen verschiedenste Texte: Fiktionale wie Sachtexte, Prosa und später – wenn auch seltener – Lyrik. Diese werden semantisch, wie syntaktisch analysiert und in die eigene Sprache übertragen. Ferner werden Einzelsätze zur Deduktion und Übung grammatischer Aspekte herangezogen. Eine weitere, jedoch seltener durchgeführte Übung ist die Übersetzung in die Fremdsprache.